# Adiaphorus ponticerianus
Adiaphorus ponticerianus – gatunek chrząszcza z rodziny sprężykowatych.
Chrząszcz ten osiąga długość w zakresie 10,5-11 mm.
Jest to brązowo-żółty owad. Jego czułki są ciemniejsze, niż większa część ciała, w przeciwieństwie do odnóży. Jego ciało porasta gęste, długie, cienkie, żółtawe owłosienie.
Czoło określa się jako łódkowate, o większej szerokości niż długości, wypukłe, o przednim brzegu zaokrąglonym. Nitkowate, cylindryczne czułki składają się z 11 segmentów. Podstawa nie dorównuje szerokością oku. Drugi segment ma kształt okrągły, a trzeci uległ wydłużeniu, nie dorównuje jednak długością kolejnemu. Ostatni jest zaokrąglony u czubka. Półeliptyczna w kształcie górna warga wykazuje pośrodku karbowanie, Żuwaczki są wąskie.
Przedplecze cechuje się długością znacznie przekraczającą jego szerokość. Pokrywy skrzydeł są wypukłe. Samiec ma aedagus, którego fragment podstawny nie dorównuje długością częściom bocznym o klinowatym zakończeniu, łączącym się ze sobą od strony brzusznej.
Na goleniach widnieją małe ostrogi. Tarczki trójkątnego kształtu są za to wydłużone.
Owad występuje w Indiach.